# Paduaskolan
Paduaskolan var en skolbildning i italienskt måleri som spelade en viktig roll på 1400-talet under Francesco Squarcione och utövade stort inflytande på konsten i Ferrara och Venedig genom dennes elever Andrea Mantegna, Cosimo Tura och Carlo Crivelli.